# 他力
他力（たりき）
1. 自分以外のものの力や、他人の助力を指す[1]。
2. 仏教用語。以下ではこの用法について述べる。

## 概要
他力（たりき）は、仏教用語で、衆生を悟りに導く仏・菩薩の力、仏・菩薩の加護のこと。特に、浄土門では阿弥陀仏の力、弥陀の本願力を指す。弥陀（他力）の本願とは一切の衆生を救おうとすることであると解されている。浄土宗・浄土真宗でも「他力」の「他」とは阿弥陀如来を指し、「力」とは如来の本願力（はたらき）をいう。本願他力ともいう。